# Sergio Gucciardo
Sergio Baris Gucciardo (19 de abril de 1999) es un futbolista italo-turco que juega como centrocampista para el S. C. Paderborn 07 II.

## Biografía
Es hijo de madre turca y padre italiano y reside en Alemania.
Estuvo a préstamo en el Alemannia Aachen en julio de 2019, a pesar de que un mes más tard fue anunciado su regreso al S. C. Paderborn 07. Fue entonces prestado al SV Lippstadt 08.
| Club               | Estación         | Liga               | Liga         | Liga      | Taza nacional | Taza nacional | Total        | Total     |
| Club               | Estación         | División           | Aplicaciones | Objetivos | Aplicaciones  | Objetivos     | Aplicaciones | Objetivos |
| ------------------ | ---------------- | ------------------ | ------------ | --------- | ------------- | ------------- | ------------ | --------- |
| SC Paderborn       | 2016–17          | 3. Liga            | 3            | 0         | —             | —             | 3            | 0         |
| SC Paderborn       | Total            | Total              | 3            | 0         | 0             | 0             | 3            | 0         |
| VfL Bochum         | 2017–18          | 2. Bundesliga      | 0            | 0         | 0             | 0             | 0            | 0         |
| VfL Bochum         | Total            | Total              | 0            | 0         | 0             | 0             | 0            | 0         |
| SC Paderborn 07 II | 2017–18          | Oberliga Westfalen | 4            | 1         | —             | —             | 4            | 1         |
| SC Paderborn 07 II | Total            | Total              | 4            | 1         | 0             | 0             | 4            | 1         |
| SC Paderborn 07    | 2017–18          | 3. Liga            | 0            | 0         | —             | —             | 0            | 0         |
| SC Paderborn 07    | 2018–19          | 2. Bundesliga      | 0            | 0         | 0             | 0             | 0            | 0         |
| SC Paderborn 07    | Total            | Total              | 0            | 0         | 0             | 0             | 0            | 0         |
| Total de carrera   | Total de carrera | Total de carrera   | 7            | 1         | 0             | 0             | 7            | 1         |

## Selección nacional
Gucciardo disputó dos partidos con la categoría sub-18 de la selección turca, en abril de 2017.